# Kršan
Kršan (autohtono Karšon, tal. Chersano)  je općina, selo i općinsko središte u istočnom dijelu Istre, 9 km sjeverno od Labina; 236 st. (2011.) u zapadnoj Hrvatskoj. Nalazi se u Istarskoj županiji. 

## Općinska naselja
Općina se sastoji od 24 naselja (stanje (2006.), to su: Blaškovići, Boljevići, Čambarelići, Jesenovik, Kostrčani, Kožljak, Kršan, Lanišće, Lazarići, Letaj, Nova Vas, Plomin, Plomin Luka, Polje Čepić, Potpićan, Purgarija Čepić, Stepčići, Šušnjevica, Veljaki, Vozilići, Zagorje, Zankovci i Zatka Čepić.

## Stanovništvo
Po popisu stanovništva iz 2001. godine, općina Kršan imala je 3264 stanovnika, raspoređenih u 24 naselja:
- Blaškovići – 148
- Boljevići – 95
- Čambarelići – 138
- Eržišće – 58
- Jesenovik – 59
- Kostrčani – 42
- Kožljak – 193
- Kršan – 227
- Lanišće – 90
- Lazarići – 97
- Letaj – 52
- Nova Vas – 74
- Plomin – 124
- Plomin Luka – 204
- Polje Čepić – 168
- Potpićan – 614
- Purgarija Čepić – 238
- Stepčići – 42
- Šušnjevica – 75
- Veljaki – 112
- Vozilići – 248
- Zagorje – 119
- Zankovci – 10
- Zatka Čepić – 37

| broj stanovnika | 5244  | 4922  | 5448  | 5678  | 6056  | 6336  | 5944  | 5972  | 5257  | 4948  | 4788  | 3913  | 3372  | 3495  | 3264  | 2951  | 2829  |
|                 | 1857. | 1869. | 1880. | 1890. | 1900. | 1910. | 1921. | 1931. | 1948. | 1953. | 1961. | 1971. | 1981. | 1991. | 2001. | 2011. | 2021. |

| broj stanovnika | 1155  | 964   | 240   | 229   | 248   | 303   | 1292  | 1357  | 239   | 223   | 229   | 187   | 145   | 221   | 227   | 238   | 227   |
|                 | 1857. | 1869. | 1880. | 1890. | 1900. | 1910. | 1921. | 1931. | 1948. | 1953. | 1961. | 1971. | 1981. | 1991. | 2001. | 2011. | 2021. |

## Povijest
Selo leži uz rub Čepićkoga polja, na raskrižju cesta Pazin–Potpićan–Vozilići i Labin–Rijeka (preko tunela Učka). Stari dio grada, srednjovjekovni kaštel (spominje se 1274.) sa župnom crkvom sv. Antuna Opata (XVII. st.), leži na brdu (114 m), a noviji uz cestu; kapela sv. Jakova (XVI. st.; groblje) s latinskim grafitima i glagoljskim natpisima iz 1593. (poč. XIX. st. dozidan je prezbiterij). – Kršanski se kaštel prvi put spominje 1274. kao Castrum Carsach. Od iste je godine bio pod vlašću Pazinske knežije. U XV. st., kada se nalazi u posjedu plemićke obitelji Kerstlein de Pisno, naziva se u izvorima Kršan i Karscheyner. Tijekom stoljeća mijenjao je gospodare, a među posljednjim vlasnicima spominje se plemić Tonetti iz Plomina. Kršan je bio središte glagoljaške kulturne i liturgijske tradicije. U mjestu je polovicom XIX. st. pronađen jedan od prijepisa Istarskoga razvoda, glagoljičkoga pravnog spomenika koji svjedoči o pismenosti i životu na tom prostoru. O trajnosti glagoljaške tradicije svjedoče i glagoljični natpisi iz unutrašnjosti crkvice sv. Antuna Opata, pronađeni prilikom njezine obnove 1991.

## Gospodarstvo
- Termoelektrana Plomin

## Spomenici i znamenitosti
Na brežuljku iznad gradića nalazi se Kršanski kaštel.

## Kultura
Kršan ima jedno od najboljih KUD-va u hrvatskoj.KUD Ivan Fonović Zlatela Tradicija u gradnji istarskih narodnih instrumenata, kantu, svirci i plesu na Kršanšćini postojala je od davnina, ali se nije održala. Još davne 1967. godine, odlaskom nekih obitelji koje su gajile svirku i kanat po starinski u Ameriku, ta tradicija je na Kršanštini nestala.
Takvo je stanje u Kršanu dočekalo osnivanje KUD-a Zlatela 19. siječnja 1997. godine. U anketi provedenoj krajem 1996. godine u osnovnim školama u Čepiću, Potpićnu i Vozilićima, zabilježena je iznenađujuće velika zainteresiranost učenika za narodnu umjetnost. To je bio dovoljan signal da Poglavarstvo i Općinsko vijeće predlože osnivanje kulturno – umjetničkoga društva. Tako je trinaest osnivača, na čelu s petoricom članova inicijativnoga odbora, 19. siječnja 1997. godine povodom pedesete godišnjice smrti Ivana Fonovića Zlatele, poznatog izrađivača istarskih autohtonih narodnih glazbala, osnovalo kulturno umjetničko društvo njegova imena.

## Šport
Na području ove općine djeluje Malonogometni klub Potpićan 98. Klub je prvak Hrvatske u malome nogometu (futsal) u sezoni 2008./09.!

## Vanjske poveznice
- Službene stranice Općine Kršan